# Club Social, Cultural y Deportivo Águilas
El Club Social, Cultural y Deportivo Águilas es un equipo de fútbol profesional de la ciudad de Tena, Provincia de Napo, Ecuador. Fue fundado el 1 de enero de 2013. Su directiva está conformada por el presidente, Vicepresidente, el Secretario, el Tesorero y el Coordinador. Se desempeña en el Campeonato Provincial de Segunda Categoría de Napo, también en la Segunda Categoría del Campeonato Ecuatoriano de Fútbol.
Está afiliado a la Asociación de Fútbol No Amateur de Napo, el club aunque originalmente es de Tena, por motivos de traslado y facilidades para jugar los torneos de Segunda Categoría juega en algunas ocasiones en Archidona en el Estadio Aurelio Espinoza, otro importante cantón de la provincia.

## Historia
El club tiene una pequeña historia debido a que fue fundado en 2013, el equipo originalmente se fundó en Tena, la capital de la provincia el 1 de enero de dicho año, el club lleva el nombre debido al animal típico de la localidad y así pudo empezar a participar en los torneos de Segunda Categoría.
Por tradición en la capital de la provincia han existido varios equipos que los representaba en los torneos de Segunda Categoría y ese club sobre todo es el Club Social Cultural y Deportivo Malta Shungo, pero desde el año 2013 es donde se decide crear otro club para que representa al cantón y a la ciudad, tras realizar los trámites pertinentes en la Federación Ecuatoriana de Fútbol, a principios del 2013 ya se formó jurídicamente el club, pero no se pudo inscribir a tiempo para participar en el torneo 2013, tras la frustración el objetivo fue que para el año 2014 el equipo empiece su andar en el difícil campeonato de segunda categoría.
Es así como en 2014 su ilusión de jugar un torneo profesional se hace realidad siendo el unos de los 5 equipos en inscribirse en ese torneo, el Campeonato 2014 pasará a la historia del club porque en ese torneo el club consigue su primera victoria y sus primeros puntos en la era profesional, dejando en claro la intención de representar muy bien a la ciudad, cantón y provincia, pero no se dieron los resultados esperados, las diferentes derrotas sufridas le impidieron llegar a la siguiente etapa que es el zonal de ascenso.
Pero para la temporada 2015 la historia cambia y momento importante en la historia del club es su primera clasificación para representar a la provincia de Napo en los Zonales de la Segunda Categoría 2015. En este año también consiguió el Subcampeonato del torneo provincial; a pesar de ser un torneo corto porque contó con la participación de solo 3 clubes, el equipo logró buen rendimiento y consiguió el pase a los Zonales de la Segunda Categoría 2015. Pero la Federación Ecuatoriana de Fútbol decidió sancionar al club con la pérdida de 4 puntos, esto causó la descalificación del club del torneo impidiéndole participar en la etapa zonal, el sueño de representar a la provincia en los zonales llegó hasta ahí.
El club formó parte de lo profesional en 2013 y desde ese momento ha venido dedicando su trabajo encaminado en conseguir cosas grandes a futuro, también ha participado en otros torneos de fútbol locales de la provincia que sirvieron a manera de preparación para el torneo provincial de Segunda. La intención del club es trabajar con jugadores jóvenes que ganen experiencia para poder formar un gran equipo.